# SRO Motorsports Group
SRO Motorsports Group, tidigare benämnt Stephane Ratel Organisation är en bilsportsorganisation som anordnar racingserier och enskilda tävlingar, främst inom GT-racing.

## Exempel på racingserier och tävlingar anordnade av SRO
- GT World Challenge Europe Endurance Cup
- GT World Challenge Europe Sprint Cup
- Intercontinental GT Challenge[2]
- Macaos Grand Prix
- Spa 24-timmars[3]